# 68 (număr)
68 (șaizeci și opt) este numărul natural care urmează după 67 și este urmat de 69.

## În matematică
- 68 este un număr compus și are divizorii: 1, 2, 4, 17, 34, 68.
- Este un număr nontotient.[1][2]
- Este un număr Perrin.[3]
- Este cel mai mare număr cunoscut care poate fi scris ca suma a două prime în exact două moduri diferite: 68 = 7 + 61 = 31 + 37.[4] Toate numerele mai mari care au fost studiate pot fi scrise ca suma a trei sau mai multe perechi de prime. Această conjectură este strâns legată de Conjectura lui Goldbach și este încă nedemonstrată.[5]
- Deoarece poate fi scris factorizat ca 68 = 22 × (222 + 1), se poate construi cu rigla și compasul un poligon regulat cu 68 de laturi.[6]
- În baza 10 (sub forma 68), este cel mai mare număr format din două cifre care apare pentru prima dată în cifrele zecimale ale numărului pi.[7]
- Este un număr fericit, adică prin însumarea repetată a pătratelor cifrelor pe care le conține se ajunge la 1:[8][9]

68 → 62 + 82 = 100 → 12 + 02 + 02 = 1.
- În baza de numerație octală, 6810 se notează 1048, în timp ce 10410 este 6816 în sistemul hexadecimal. Această proprietate se aplică tuturor numerelor de la 64 la 69.

## În știință
- Este numărul atomic al erbiului.[10]

### Astronomie
- NGC 68 este o galaxie lenticulară din constelația Andromeda.
- Messier 68 este un roi globular din constelația Hidra.
- 68 Leto este o planetă minoră.

## În alte domenii
Șaizeci și opt se poate referi la:
- Prefixele telefonice internaționale ale statelor Samoa și Samoa Americană sunt +684 și respectiv +685.[11]
- Codul pentru departamentul francez Haut-Rhin.